# Cryptocoelus buffoni
Cryptocoelus buffoni là một loài bọ cánh cứng trong họ Elateridae. Loài này được Dolin & Nel miêu tả khoa học năm 2002.